# کرونل پیلار
کرونل پیلار (به پرتغالی: Coronel Pilar) یک منطقهٔ مسکونی در برزیل است که در ریو گرانده جنوبی واقع شده‌است. کرونل پیلار ۱٬۶۱۴ نفر جمعیت دارد.